# Sergio Palacios
Sergio Steven Palacios Zapata (Cali, 14 febbraio 2005) è un calciatore colombiano, difensore del RB Bragantino.

## Caratteristiche tecniche
È un difensore centrale.

## Carriera

### Club
Palacios è cresciuto nel settore giovanile dell'Once Caldas ed ha debuttato in prima squadra il 5 settembre 2023 nell'incontro di Categoría Primera A perso 2-1 contro l'Atlético Huila. La stagione successiva si è stabilito come titolare al centro della difesa.
Il 2 settembre 2024 è stato acquistato a titolo definitivo dal RB Bragantino, club della prima divisione brasiliana.

### Nazionale
Ha giocato con la nazionale colombiana Under-20.

## Statistiche
Statistiche aggiornate al 31 ottobre 2024.

### Presenze e reti nei club
| Stagione        | Squadra         | Campionato      | Campionato | Campionato | Coppe nazionali | Coppe nazionali | Coppe nazionali | Coppe continentali | Coppe continentali | Coppe continentali | Altre coppe | Altre coppe | Altre coppe | Totale | Totale | Totale |
| Stagione        | Squadra         | Comp            | Pres       | Reti       | Comp            | Pres            | Reti            | Comp               | Pres               | Reti               | Comp        | Pres        | Reti        | Pres   | Reti   |        |
| --------------- | --------------- | --------------- | ---------- | ---------- | --------------- | --------------- | --------------- | ------------------ | ------------------ | ------------------ | ----------- | ----------- | ----------- | ------ | ------ | ------ |
| 2023            | Once Caldas     | A               | 6          | 0          | CC              | 0               | 0               | -                  | -                  | -                  | -           | -           | -           | 6      | 0      |        |
| 2024            | Once Caldas     | A               | 27         | 0          | CC              | 2               | 0               | -                  | -                  | -                  | -           | -           | -           | 29     | 0      |        |
| 2024            | RB Bragantino   | A               | 1          | 0          | CB              | 0               | 0               | -                  | -                  | -                  |             | -           | -           | 1      | 0      |        |
| Totale carriera | Totale carriera | Totale carriera | 34         | 0          |                 | 2               | 0               |                    | -                  | -                  |             | -           | -           | 36     | 0      |        |